# Dioda uniwersalna

Symbol diody uniwersalnej (A - anoda, K - katoda)

Diody uniwersalne są to diody germanowe i krzemowe charakteryzujące się niewielkim zakresem napięć (do 100 V) i prądów (do 100 mA) oraz częstotliwością pracy ograniczoną do kilkudziesięciu megaherców. Przeznaczone są głównie do stosowania w układach detekcyjnych i prostowniczych małej mocy.
Diody germanowe mają niższe napięcie progowe (0,2÷0,3 V) niż diody krzemowe (0,6÷0,7 V). Dlatego w zakresie polaryzacji w kierunku przewodzenia charakterystyka diody germanowej jest bardziej zbliżona do charakterystyki diody idealnej. Natomiast przy polaryzacji w kierunku zaporowym dioda krzemowa ma mniejszy prąd nasycenia, przez co jest lepszym przybliżeniem diody idealnej.
W grupie parametrów charakteryzujących diody uniwersalne wyróżnia się parametry statyczne i dynamiczne.
Parametry statyczne:
- napięcie statyczne {\displaystyle U_{F}} przy określonym Parser nie mógł rozpoznać (SVG (MathML może zostać włączone przez wtyczkę w przeglądarce): Nieprawidłowa odpowiedź („Math extension cannot connect to Restbase.”) z serwera „http://localhost:6011/pl.wikipedia.org/v1/”:): {\displaystyle I_{F}}
- prąd wsteczny {\displaystyle I_{R}} przy określonym {\displaystyle U_{R}}

Parametry dynamiczne:
- pojemność diody przy określonej częstotliwości i określonym napięciu wstecznym
- sprawność detekcji

Wyróżnia się następujące dopuszczalne parametry graniczne:
- maksymalny stały prąd przewodzenia {\displaystyle I_{Fmax}}
- maksymalny szczytowy prąd przewodzenia {\displaystyle I_{FMmax}}
- maksymalne stałe napięcie wsteczne Parser nie mógł rozpoznać (SVG (MathML może zostać włączone przez wtyczkę w przeglądarce): Nieprawidłowa odpowiedź („Math extension cannot connect to Restbase.”) z serwera „http://localhost:6011/pl.wikipedia.org/v1/”:): {\displaystyle U_{Rmax}}
- maksymalne szczytowe napięcie wsteczne {\displaystyle U_{RMmax}}

Ponadto podaje się dopuszczalną temperaturę złącza {\displaystyle T_{j}} (75÷90 °C dla diod germanowych oraz ok. 150 °C dla diod krzemowych).